# Cyanonedys hornii
Cyanonedys hornii là một loài ruồi trong họ Asilidae. Cyanonedys hornii được Hermann miêu tả năm 1912.